# Micromia dystacta
Micromia dystacta är en fjärilsart som beskrevs av Louis Beethoven Prout 1940. Micromia dystacta ingår i släktet Micromia och familjen mätare. Inga underarter finns listade i Catalogue of Life.